# Sveti Filip i Jakov
Sveti Filip i Jakov je naselje i općina u Zadarskoj županiji u Hrvatskoj.

## Zemljopis
Sveti Filip i Jakov je udaljen 25 km jugoistočno od grada Zadra i svega 3 km sjeverozapadno od starog kraljevskog grada Biograd na Moru. U sastavu općine nalazi se šest naselja: Donje Raštane, Gornje Raštane, Sikovo, Sveti Filip i Jakov, Sveti Petar na Moru i Turanj.

## Povijest
1000. pr. Kr. na mjestu današnjeg Svetog Filipa i Jakova postojalo je malo liburnsko naselje. U 1. st. dolaze Rimljani.
Hrvati dolaze u 7. stoljeću. Kroz sljedeća stoljeća zbog blizine kraljevskog Biograda, tu se nalaze posjedi. U 11. st. gradi se crkva Sv.Roka, oko koje se nalazi selo Rogovo. Najkraćim putem do mora seljani dolaze do male crkvice posvećene Svetom Filip i Jakovu u 13. st., koja je stradala. Po njoj kasnije selo dobiva ime. Prvi put spominje se u 14. st. kao San Filip e Giacomodi Rogovo, jer se nalazi pod Rogovom, i seoce se zove Rogovski pristran (pristanište).
Kroz 16. st. nastaje današnja jezgra Svetog Filipa i Jakova. Crkva sv. Mihovila spominje se u 16. st., ali strada od Turaka, pa je 1707. g. podignuta današnja sa zvonikom.
Svoje ime Sveti Filip i Jakov ima nepromijenjeno do socijalističke Jugoslavije, kad se iz imena izbacuje riječ Sveti. Nakon osamostaljenja Hrvatske ponovno je staro ime u uporabi.

## Stanovništvo
| broj stanovnika | 1070  | 1075  | 1082  | 1208  | 1472  | 1708  | 2287  | 2214  | 2851  | 3274  | 3780  | 3955  | 4125  | 4599  | 4482  | 4606  | 4461  |
|                 | 1857. | 1869. | 1880. | 1890. | 1900. | 1910. | 1921. | 1931. | 1948. | 1953. | 1961. | 1971. | 1981. | 1991. | 2001. | 2011. | 2021. |

| broj stanovnika | 371   | 367   | 311   | 403   | 515   | 596   | 738   | 800   | 889   | 1002  | 1189  | 1325  | 1451  | 1645  | 1661  | 1667  | 1603  |
|                 | 1857. | 1869. | 1880. | 1890. | 1900. | 1910. | 1921. | 1931. | 1948. | 1953. | 1961. | 1971. | 1981. | 1991. | 2001. | 2011. | 2021. |

## Gospodarstvo
Poljoprivreda (Poljoprivredna udruga Nova Zora), turizam te ribarstvo.

## Poznate osobe
- Žarko Brzić, hrvatski katolički svećenik, politički uznik, književnik, publicist i novinar

## Spomenici i znamenitosti
Vrijedno je istaknuti sljedeće spomenike arhitekture:
- park Borelli, kao spomenik parkovne arhitekture u jezgri naselja.
- ostatci benediktinskog dvora na Rogovu, pregrađenog na tri razine.
- kuća Oštrića
- kuća Borelli

Spomenik:
Dr. Franjo Tuđman, prvi hrvatski predsjednik.

## Obrazovanje
- Osnovna skola Sv. Filip i Jakov
- Dječji vrtić Cvit Sv. Filip i Jakov

## Kultura
- Crkveni zbor
- KUD Sv Roko
- Ritmika
- K.U.U."Kod Križa" -ritmika/pjevanje
- Muška klapa Cantus

## Šport
- vaterpolo klub "Gusar"
- nogometni klub Nova Zora
- jedriličarski klub Sveti Filip i Jakov
- radnički ragbi klub "Atletiko Filipjakov"
- atletski športski klub "Rogovo"
- košarkaški klub "Pristan"

## Gradovi prijatelji
Mohacs (Mohač), Republika Mađarska - od 2014. godine

## Vanjske poveznice
- Službene stranice općine Sv. Filip i Jakov

|  | Portal Hrvatske – Pristup člancima s tematikom o Hrvatskoj. |